# Маракайбо
Маракайбо (ісп. Maracaibo) — друге за розміром місто Венесуели після Каракасу та столиця штату Сулія, розташоване на березі озера Маракайбо. За даними перепису 2001 року та темпів росту, населення міста в 2007 році становило 3,2 млн мешканців. Місто називають La Tierra del Sol Amada («Земля, улюблена сонцем»).

## Клімат
Місто знаходиться у зоні, котра характеризується кліматом тропічних саван. Найтепліший місяць — серпень із середньою температурою 30 °C (86 °F). Найхолодніший місяць — січень, із середньою температурою 27.8 °С (82 °F).
| Клімат Маракайбо        | Клімат Маракайбо | Клімат Маракайбо | Клімат Маракайбо | Клімат Маракайбо | Клімат Маракайбо | Клімат Маракайбо | Клімат Маракайбо | Клімат Маракайбо | Клімат Маракайбо | Клімат Маракайбо | Клімат Маракайбо | Клімат Маракайбо | Клімат Маракайбо |
| Показник                | Січ.             | Лют.             | Бер.             | Квіт.            | Трав.            | Черв.            | Лип.             | Серп.            | Вер.             | Жовт.            | Лист.            | Груд.            | Рік              |
| Абсолютний максимум, °C | 40               | 40               | 40               | 38               | 38               | 37               | 39               | 40               | 38               | 40               | 39               | 39               | 40               |
| Середній максимум, °C   | 31               | 31               | 32               | 32               | 31               | 32               | 32               | 33               | 32               | 31               | 31               | 31               | 32               |
| Середня температура, °C | 27               | 27               | 28               | 28               | 28               | 29               | 29               | 30               | 28               | 28               | 28               | 27               | 28               |
| Середній мінімум, °C    | 23               | 23               | 25               | 25               | 25               | 25               | 25               | 26               | 25               | 24               | 24               | 23               | 25               |
| Абсолютний мінімум, °C  | 16               | 17               | 17               | 18               | 20               | 20               | 20               | 18               | 15               | 17               | 15               | 18               | 15               |
| Норма опадів, мм        | 0                | 0                | 0                | 30               | 60               | 50               | 20               | 50               | 70               | 110              | 50               | 20               | 510              |
| Днів з опадами          | 2                | 1                | 2                | 4                | 9                | 7                | 6                | 8                | 10               | 10               | 7                | 2                | 68               |
| Вологість повітря, %    | 70               | 70               | 70               | 75               | 80               | 75               | 70               | 75               | 75               | 80               | 80               | 75               | 74.6             |
| ----------------------- | ---------------- | ---------------- | ---------------- | ---------------- | ---------------- | ---------------- | ---------------- | ---------------- | ---------------- | ---------------- | ---------------- | ---------------- | ---------------- |
| Джерело: Weatherbase    |                  |                  |                  |                  |                  |                  |                  |                  |                  |                  |                  |                  |                  |

## Історія
Місто на берегах озера Маракайбо засновувалося тричі. Початок його заклав німецький конкістадор Амвросій Ехінгер 8 вересня 1529 року. Поселенню було дано назву «Вілла-де-Маракайбо», а в німецьких документах значилося як Новий Нюрнберг (нім. Neu Nürnberg). Поселення незабаром було залишено. Повторно було засноване 20 січня 1571 року капітаном Алонсо Пачеко під назвою «Сьюдад-Родріго». Через напади місцевих племен індіанців поселення на короткий період було залишене. А в 1574 році поселення остаточно було відновлене і одержало назву Нова Самора (ісп. Nueva Zamora).

## Панорама Марокайбо

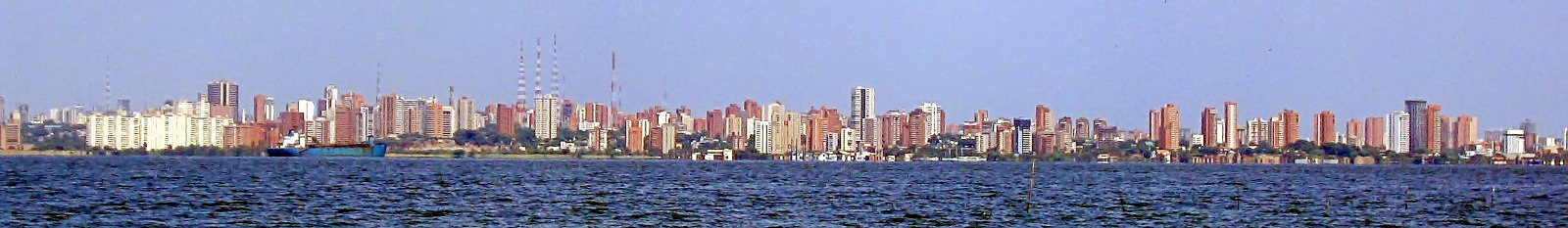
Панорамний вид на Маракайбо з озера Маракайбо

## Відомі люди

### Українці Маракайбо
- Скибицький Михайло Карлович — збудував віллу «Україна», яка сьогодні діє як готель «Україна».
- Сіпко Микола Платонович — полковник Армії УНР, помер та похований у цьому місті.